# Marion (region)
Marion är en region i Australien. Den ligger i delstaten South Australia, omkring 10 kilometer sydväst om delstatshuvudstaden Adelaide. Antalet invånare är 87 574.
Följande samhällen finns i Marion:
- Happy Valley
- South Plympton
- Marion
- Clovelly Park
- Trott Park
- Plympton Park
- Sturt
- Marino
- Kingston Park

I omgivningarna runt Marion växer huvudsakligen savannskog. Runt Marion är det ganska tätbefolkat, med 222 invånare per kvadratkilometer. Genomsnittlig årsnederbörd är 729 millimeter. Den regnigaste månaden är juni, med i genomsnitt 133 mm nederbörd, och den torraste är december, med 21 mm nederbörd.